# 岡山県道364号矢知赤坂線
岡山県道364号矢知赤坂線（おかやまけんどう364ごう やちあかさかせん）は、岡山県岡山市北区から赤磐市に至る一般県道である。

## 概要
岡山市北区御津矢知と赤磐市多賀を結ぶ。
岡山御津カントリークラブ内を横断するように通行する道路のため、ゴルフ場入り口が途中にある（正門ではないため見落としやすい）

### 路線データ
- 起点：岡山県岡山市北区御津矢知（岡山県道255号仁堀中御津線交点）
- 終点：岡山県赤磐市多賀（多賀上交差点、岡山県道27号岡山吉井線交点）
- 総延長：約3.5 km

## 地理

### 通過する自治体
- 岡山市（北区）
- 赤磐市

### 交差する道路
| 交差する道路              | 市町村名 | 市町村名 | 交差する場所 | 交差する場所        |
| ------------------------- | -------- | -------- | ------------ | ------------------- |
| 岡山県道255号仁堀中御津線 | 岡山市   | 北区     | 御津矢知     | 起点                |
| 岡山県道27号岡山吉井線    | 赤磐市   | 赤磐市   | 多賀         | 多賀上交差点 / 終点 |

### 沿線
- 岡山御津カントリークラブ